# Demònax
|  | Per a altres significats, vegeu «Demònax de Mantinea». |

Demònax (grec antic: Δημῶναξ, llatí: Demonax) fou un filòsof cínic grec que va fer revifar les doctrines cíniques cap al segle ii, en temps de l'emperador Hadrià, segles després del seu punt de màxima popularitat.
Gairebé tot el coneixement que tenim sobre Demònax prové de la Vida de Demònax que va escriure Llucià de Samòsata, en la qual el representa com a savi i bo. Nascut a Xipre, es va traslladar a Atenes, on es va fer seguidor de l'escola cínica per l'admiració que tenia cap a Diògenes, que per ell era el millor representant de les idees de Sòcrates. A despit d'això, sembla que va viure lluny de l'austeritat que predicaven els cínics. Per altra banda, la seva amistat amb Epictet va fer que rebés influència de les seves idees estoiques.
A Atenes va tenir gran popularitat i era molt estimat; tot i així va ser acusat de ser poc respectuós envers els sacrificis als déus i envers els misteris d'Eleusis. No es va casar mai. Va morir molt gran i fou enterrat amb magnificència, tot i que segons ell mateix li era igual que el seu cos se'l mengessin els gossos.
De les descripcions de Llucià hom es fa la idea d'un home amigable, agradable, estimat i respectat, de bona vida. El seu relatiu poc respecte envers les pràctiques religioses tradicionals és una mostra que llavors aquestes creences eren en decadència.